# Романова Ніна Олександрівна
Рома́нова Ні́на Олекса́ндрівна (до шлюбу — Задорóжня) (* 8 березня 1940) — українська радянська волейболістка, заслужений майстер спорту СРСР, кандидатка медичних наук.

## Життєпис
Народилася 1940 року в місті П'ятихатки Дніпропетровської області. Закінчила Одеський медичний інститут.
Почала займатися волейболом у 15 років, перебуваючи у Вільнюсі, куди її родина переїхала по війні. Поблизу будинку був волейбольний майданчик, на якому Ніна Задорожня вперше пробувала грати. Але в школі виступала за вікову групу секції легкої атлетики. На республіканському стадіоні «Жальгіріс» проходила Спартакіада школярів, одним з видів якої були змаганнях з легкої атлетики. Але так вийшло, що у волейбольній команді школи, де навчалася Ніна, не було однієї гравчині, і їй з дозволу вчителя фізкультури довелося вийти на майданчик. Гру Ніни Задорожньої помітив один із тренерів місцевої дитячої спортивної школи Стяпас Баторас, який і запросив її вступити туди. 
За рік після початку занять виступала у складі збірної (була капітанкою команди) Литовської РСР на Спартакіаді школярів СРСР.
1957 року, після переїзду до України, головний тренер одеського «Буревісника» Євген Горбачов запросив її до своєї команди. Була гравчинею одеського «Буревісника» 1957—1963 рр. і збірної СРСР у 1960—1963 роках.
Закінчивши спортивну кар'єру, 1963 року одружилася з футболістом Юрієм Романовим. Працювала в Інституті очних хвороб імені Філатова, Одеському педагогічному інституті.
Начальниця наукового відділу Одеського національного медичного університету.
Має науковий ступінь кандидата медичних наук.
№ 10-ть у переліку найкращих волейболісток Одеси XX століття.
8 березня 2025 року Ніна Романова відсвяткувала свій 85-річний ювілей.

###### Спортивні здобутки
- Майстер спорту СРСР (1960).

- Срібна призерка чемпіонату СРСР 1961 року, бронзова призерка чемпіонату СРСР з волейболу 1962 року, чемпіонату світу з волейболу серед жінок 1962 року, переможниця Всесвітньої Універсіади 1962 року.

## Відзнаки
- Заслужений майстер спорту СРСР (1962)